# Andrew Pearce
Andrew Pearce (Durham, 1975) is een Brits componist, dirigent en trompettist.

## Levensloop
Pearce begon op negenjarige leeftijd zijn muzikale opleiding als koorknaap in een jongenskoor en kreeg tijdens zijn tijd op school trompetles. Hij studeerde van 1993 tot 1996 aan de Universiteit van East Anglia in Norwich en behaalde zijn diploma in muziek in 1996. Met een studiebeurs van de Sir Arthur Bliss-Stichting kon hij aan het Royal College of Music in Londen studeren bij onder anderen George Fenton en Joseph Horovitz en behaalde aldaar zijn Master of Music Composition for Screen in 1997. 
Na zijn studie aan het Royal College of Music was hij werkzaam als orkestrator, arrangeur en dirigent voor diverse films. Hij werkte veel voor de componist Guy Farley (The Flock, The Christmas Miracle of Jonathan Toomey (2007)). In 1999, nadat hij de muziek voor een korte televisiefilm The Briefcase Case gecomponeerd had, werd hij uitgenodigd om het muzikale logos voor films van de Franse commerciële televisiezender TF1 te schrijven. In 2003 schreef hij de muziek voor de film 30 Miles. Verder schreef hij titels voor de films Modigliani (2004), CashBack (2005) en Dot.Com (2006). In 2006 schreef hij de muziek voor de Hollywood-film Dark Corners, die gepresenteerd werd tijdens het AFI Festival te Hollywood.
Als componist schreef hij in 2007 ook zijn Symfonie nr. 1 "Cinema Symphony", die later met het Royal Scottish National Orchestra op cd opgenomen werd.

## Composities

### Werken voor orkest
- 2007 Symfonie nr. 1 "Cinema Symphony", voor orkest
  1. Pastorale – Fanfare - Scherzo
  2. Lento Misterioso - Dreams
  3. (Quasi film score) Allegro – Cantabile -Presto
  4. Allegro con fuoco - lento sostenuto
- Elegy, voor viool en orkest
- Celtic Warrior, prelude voor orkest

### Werken voor harmonieorkest
- Gabriel's Oboe

### Werken voor koor
- When he shall come, voor verteller en gemengd koor

### Filmmuziek
- 1999 - The Briefcase Case tv-film
- 2003 - 30 Miles
- 2006 - Dark Corners

## Discografie
- Royal Scottish National Orchestra onder leiding van José Serebrier, Miriam Kramer (vioolsolo), op het label Moviescore Media MMS 08023 - Andrew Pearce - Cinema Symphony